# 小山市立絹義務教育学校
小山市立絹義務教育学校（おやましりつ きぬぎむきょういくがっこう）は、栃木県小山市福良にある公立の義務教育学校。

## 概要
2017年4月に小山市の3市立小学校（福良小学校・梁小学校・延島小学校）および小山市立絹中学校を統合再編し、開校した。校舎は、既存で隣接していた福良小校舎と絹中校舎を、改修・整備工事などを行い利用。
校歌大塩宗里作詞、鹿谷美緒子作曲

## 沿革
絹義務教育学校
- 2017年（平成29年）
  - 4月1日 - 栃木県初[注釈 1]の義務教育学校、小山市立絹義務教育学校として開校[1][2]。
  - 4月10日 - 開校式挙行。大久保寿夫市長による開校宣言[1]。同日、第1回入学式も挙行された。
  - 10月1日 - 教育用ICT機器が整備される。

## 通学区域
- 小山市[3]
  - 高椅
  - 田川
  - 中河原
  - 中島
  - 新田
  - 舟戸
  - 前舟戸
  - 篠原
  - 福良
  - 梁

## 学校周辺
- 栃木県道214号福良羽川線
- 栃木県産業技術センター
- 小山市役所絹出張所・絹公民館
- 小山市消防署絹分遣所
- 福城寺
- 栃木県警小山警察署福良警察官駐在所

## 交通
- JR水戸線東結城駅（茨城県結城市）から、車で約3.9km・約7分。
- JR東北本線（宇都宮線）・東北新幹線小山駅から、車で約10.9km・約20分。
- なお、路線バス等の公共交通機関は学校周辺には通っておらず、最寄りのバス停は、結城市巡回バス北部東ルート「福良橋西」バス停（茨城県結城市）で、徒歩約2.6km・約40分ほどかかる。